# Labradoreend
De labradoreend (Camptorhynchus labradorius) was een opvallende wit- en zwartgekleurde eiderachtige zee-eend in de onderfamilie Merginae die in de 19de eeuw is uitgestorven.

## Beschrijving
De naaste verwanten van deze soort zouden de zee-eenden (Melanitta) zijn (Livezey, 1995). De labradoreend voedde zich met kleine schelpdieren. De snavel verschilde van die van andere eenden in de wijde, afgeplatte punt met aan de binnenzijde talloze lamellen. Door de eigenschappen van de snavel werd hij beschouwd als een ecologische tegenhanger van de Stellers eider (Polysticta stelleri) uit Noord-Azië en het noorden van de Grote Oceaan. Een andere, niet verwante eend met vergelijkbare en een zelfs nog meer gespecialiseerde anatomie van de snavel is de Australische lepelbekeend (Malacorhynchus membranaceus) die zich grotendeels met plankton, maar ook met schelpdieren voedt. In uiterlijke verschijning leek de labradoreend waarschijnlijk het meeste op de blauwe eend (Hymenolaimus malacorhynchus).

### Laatste waarnemingen
De labradoreend is altijd betrekkelijk zeldzaam geweest. Er wordt aangenomen dat het de eerste vogel is die na 1500 in Noord-Amerika is uitgestorven. De laatste waarneming van de labradoreend zou hebben plaatsgevonden op 12 december 1878 in Elmira in de staat New York. Het laatste bewaarde exemplaar is in 1875 voor de kust van Long Island doodgeschoten. Er wordt aangenomen dat de soort broedde in Labrador, hoewel er nooit nesten zijn beschreven. Hij overwinterde in gebied dat zich uitstrekte van Nova Scotia in het noorden tot Chesapeake Bay in het zuiden.

### Oorzaken van het uitsterven
Er is nog steeds geen echte verklaring gevonden voor het uitsterven van de labradoreend. Hoewel de soort werd bejaagd voor zijn vlees, werd de smaak niet lekker gevonden en rotte het snel weg. Ook omdat er geen hoge prijzen voor zijn vlees werden betaald, was hij niet gewild bij jagers. Een verklaring zou kunnen zijn dat de eieren intensief werden verzameld en de vogel in zijn broedgebied mogelijk het slachtoffer was van de handel in zijn veren. Een andere mogelijke factor die zou kunnen hebben bijgedragen aan zijn uitsterven was de afname van de aantallen mosselen en andere schelpdieren waarmee de labradoreend zich voedde in zijn overwinteringgebied, ten gevolge van bevolkingstoename en toename van de industrie aan de oostkust van de Verenigde Staten. Hoewel alle zee-eenden zich voedden met schelpdieren van het oppervlaktewater, schijnt er geen andere West-Atlantische vogelsoort te zijn geweest die zo afhankelijk was van dit voedsel als de labradoreend (Bangs in Phillips, 1926).

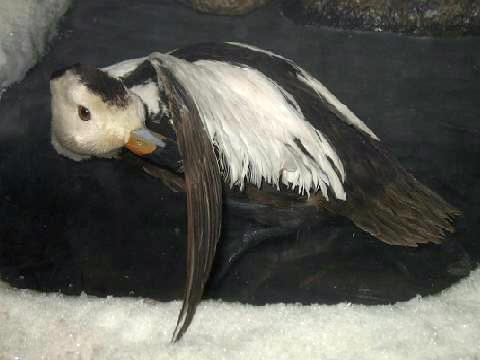
Mannelijk exemplaar in het American Museum of Natural History
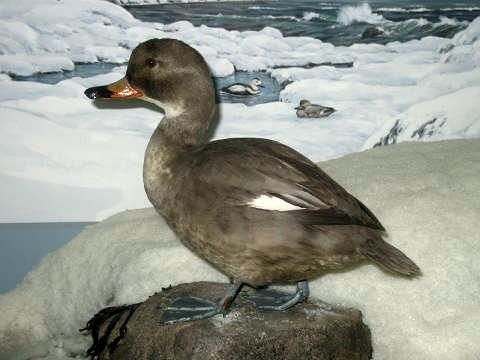
Vrouwelijk exemplaar in het American Museum of Natural History
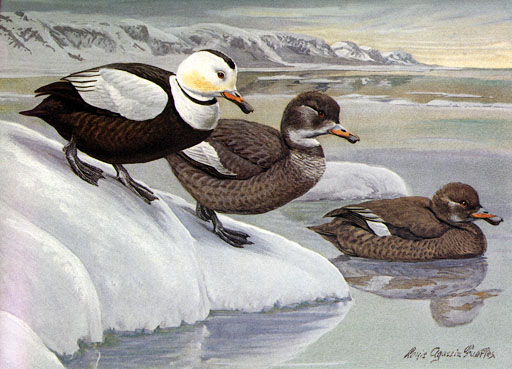
Schilderij van Louis Agassiz Fuertes